# Rythmique (poésie)
Pour les articles homonymes, voir Rythmique.
Cet article court présente un sujet plus développé dans : Rythme (poésie).
En poésie, la rythmique est la science des rythmes, laquelle étudie les phénomènes liés à la distribution des syllabes, à la répartition et à la nature des accents toniques, etc. — on peut aussi parler de métrique.
Par exemple, la rythmique propre à l'alexandrin, ou encore la rythmique grecque.